# Max Levi (Kaufmann)
Max Levi (* 15. Februar 1868 in Gondelsheim; † 24. April 1925 in Stuttgart) war ein deutscher Kaufmann, Mitbegründer der Salamander Schuhgesellschaft mbH und Unternehmer der Schuhindustrie.

## Leben
Max Levi wuchs in Heslach auf und besucht hier auch die Schule. Danach wurde er Kaufmann und war hauptsächlich als Handelsreisender in der Lederbranche unterwegs. Da seine Geschäfte gut liefen, verfügte er recht bald über ein vernünftiges Grundkapital. Als er 1891 den Schuster Jakob Sigle (1861–1935) in Kornwestheim kennenlernte, vereinbarten beide, die Firma „J. Sigle & Cie.“ zu gründen. Sie bezogen noch den jüngeren Bruder von Sigle, Ernst (1872–1960), mit ein. Während die Sigles die technische Herstellung von Schuhen übernahmen, steuerte Levi den Verkauf. Noch waren die gefertigten Schuhe nicht modisch, sondern in erster Linie praktisch und robust. Bei seinen Geschäftsreisen lernte Levi dann den ebenfalls im Ledergeschäft tätigen Kaufmann Rudolf Moos (1866–1951) kennen. Mit ihm gemeinsam gründete er dann im März 1905 die Salamander-Schuh Gesellschaft. Die Schuhfabrik in Kornwestheim lieferte, sie war bereits Ende 1904 in der Lage, täglich 1000 Paar Schuhe zu fertigen. Ab da wurden in Berlin Schuhe unter dem Salamander-Logo verkauft und sie verfügten 1906 bereits über 3 Schuhländen in Berlin und 5 weitere Geschäfte in Deutschland.
In Berlin befand sich zu diesem Zeitpunkt die Salamander-Zentrale und sie wurde im Juni 1906 durch eine Tochtergesellschaft in Stuttgart ergänzt, deren Gesellschafter Levi und die beiden Sigle-Brüder waren. Die Geschäftsführung übernahm sein Bruder Sem Levi (1870–1931). Ab 1907 wurden die neu dazugewonnenen Läden einheitlich durch den Architekten August Endell (1871–1925) ausgestaltet und das Salamander-Logo grafisch neu aufgesetzt. Ein Jahr darauf hatte Levi das erste Schuhgeschäft außerhalb Deutschlands, in Wien, für den Verkauf dazugewonnen. Es folgten Läden in Basel, Brüssel, Kattowitz, Paris, Rotterdam und Zürich.
Seit dem Sommer 1909 verfolgte Max Levi nunmehr den Plan, alle bisherigen Unternehmensteile in einer Aktiengesellschaft zusammenzufassen. Deren Bestandteil sollten die J. Sigle & Cie. Schuhfabriken in Kornwestheim, die Lederfabrik Sihler in Zuffenhausen, die für den Verkauf zuständige Salamander-Muttergesellschaft in Berlin und die Salamander-Tochtergesellschaft in Stuttgart sein. Da aber die Auffassungen über die Ziele, die Strategie und auch die Organisationsform dieser zu bildenden neuen Unternehmensorganisation weit auseinander lagen, kam es zu keiner einvernehmlichen Lösung. Daraufhin erklärte Moos seinen Rückzug aus der Salamander Schuhe GmbH. Gesellschafter wurden Jakob Sigle, Isidor Rothschild, Max Levi und Sem Levi übernahm die Geschäftsführung der Berliner Salamander-Organisation. Fast zeitgleich mit dem Ausstieg zum 31. Dezember 1909 bei Salamander gründeten Moos und Levi im März 1910 die „Handelsstätte Leipziger Straße“ in Berlin. Das Ziel sollte eine deutschlandweit agierende Verkaufsplattform und ein Schuhkaufhaus sein. Der Ausbruch des Ersten Weltkrieges macht die Pläne zunichte. Zu diesem Zeitpunkt umfassten die Produktionsbereiche in Kornwestheim 2800 Mitarbeiter, die 2 Millionen Paar Schuhe herstellten. Im April 1916 feierte die Schuhfabrik ihr 25-jähriges Bestehen. Max Levi wurde zum Ehrenbürger der Gemeinde Kornwestheim ernannt. Noch im gleichen Monat setzte er gemeinsam mit den anderen Gesellschaftern das 1909 angesteuerte Ziel, der Umwandlung der Sigl oHG in eine Aktionsgesellschaft, um. Sie wählten den Firmennamen „J.Sigle & Cie. Mechanische Schuhfabriken Aktiengesellschaft“. Max Levi wurde Vorsitzender des Aufsichtsrates und Jakob Sigle sein Stellvertreter.
Noch in der ersten Konsolidierungsphase nach dem Zusammenbruch des deutschen Kaiserreichs nahmen Max Levi und Rudolf Moos den Plan für die Vertriebsgesellschaft in Berlin wieder auf. Erneut wurde Levi Gründungsmitglied der 1920 in Berlin angemeldeten „Rudolf Moos GmbH“ (RMG). Als nächsten Schritt gründeten Jakob Sigle und Levi 1921 in Zürich die ausländische Tochtergesellschaft „Leder und Schuh AG“ als Holding fürs Auslandsgeschäft. Damit gelang es Levi, den Standort in der Schweiz und Österreich weiter auszubauen, aber auch erste Anbahnung für den zukünftigen türkischen Markt zu erreichen. Um die Entwicklungen im deutschen Markt im Auge zu behalten, hatten sich die beiden Levi Brüder in unmittelbarer Nähe des geplanten Schuhkaufhauses in der Leipziger Straße in Berlin, ein Salamanderbüro in der Gertraudenstraße angemietet. Auch die Aufnahme eines orthopädischen Schuhs in die Produktion und den Verkauf im Jahr 1924 erhöhte die Verkaufschancen.
Mitten in dieser Entwicklung verstarb Max Levi am 24. April in Stuttgart. Damit war, wie es Rudolf Moos ausdrückte „eine große Lücke entstanden, die niemand ausfüllen kann“.

## Familie
Die Eltern von Max Levi waren der Viehhändler und Kaufmann Raphael Levi (1836–1903) und dessen Ehefrau Mathilde Levi, geborene Offenheimer (1839–1890). Er hatte mehrere Geschwister zu denen Arthur Levi (1876–1963), Bertha Levi verh. Rothschild (1875–1950), Hedwig Levie verh. Rothschild (1872–1892), Hugo Levi genannt „Ditto“, Sem Levi (1870–1931) und Siegfried Levi (1880–1951) gehörten. Er selbst war verheiratet mit Ida Levi (1877–1962), die 1939 wegen ihrer jüdischen Herkunft aus Deutschland fliehen musste.